# Hiraea barclayana
Hiraea barclayana är en tvåhjärtbladig växtart som beskrevs av George Bentham. Hiraea barclayana ingår i släktet Hiraea och familjen Malpighiaceae. Inga underarter finns listade i Catalogue of Life.